# Acacia tysonii
Acacia tysonii är en ärtväxtart som beskrevs av Luehm. Acacia tysonii ingår i släktet akacior, och familjen ärtväxter. Inga underarter finns listade i Catalogue of Life.